# Мартин Фаулер (софтверски инжењер)
Мартин Фаулер (рођен 1963) је британски програмер, аутор и међународни јавни говорник о софтверском развоју, специјализован за oбјектно-оријентисане анализе и дизајн, UML језик, обрасце и методологију развоја агилних софтвера, укључујући екстремно програмирање.
Његова књига, објављена 1999. године, учинила је популарним процес реструктурирања постојећег рачунарског кода (рефакторисање). Године 2004. увео је модел презентација, архитектонски образац.

## Биографија
Рођен је и одрастао је у Волсолу, у Енглеској, где је похађао гимназију Краљица Марија. Дипломирао је на Лондонском универзитетском колеџу 1986. Године 1994. преселио се у Сједињене Америчке државе, где живи у близини Бостона, Масачусетс у предграђу Мелроуз.
Фаулер је почео рад на софтверима почетком 1980-их. Ван универзитета, 1986. године, почео је да ради на развоју софтвера за Coopers & Lybrand све до 1991. године. 2000. године придружио се ThoughtWorks, компанији за системску интеграцију и консултантско предузеће, где ради као главни научник.
Фаулер је написао девет књига на тему развоја софтвера. Члан је Агилне aлијансе и помогао је у креирању Манифеста за развој агилних софтвера 2001. године, заједно са 16 сарадника потписника. Одржава блики, комбинација блога и вики-ја. Учинио је популарнијим термин убризгавање зависности (енгл. dependecy injection) као облик инверзије контроле.

## Списак књига
- 1996. Обрасци анализе: Модели објеката који се могу поново користити (енгл. Analysis Patterns: Reusable Object Models). Едисон-Весли.  978-0-201-89542-1.
- 1997. UML укратко: кратак водич за стандардни језик моделовањa објеката (енгл. UML Distilled: A Brief Guide to the Standard Object Modeling Language). Едисон-Весли.  978-0-201-32563-8.
- 1999. Рефакторисање: Побољшање дизајна постојећег кода (енгл. Refactoring: Improving the Design of Existing Code), са Кентом Беком, Џоном Брантом, Вилијамом Опдикеом и Доном Робертсом. Едисон-Весли.  978-0-201-48567-7.
- 2000. Планирање екстремног програмирања (енгл. Planning Extreme Programming). Са Кентом Беком. Eдисон-Весли.  978-0-201-71091-5.
- 2002. Обрасци архитектуре пословних апликација (енгл. Patterns of Enterprise Application Architecture). Уз Давида Рајса, Метјуа Фоимела, Едварда Хајта, Роберта Миа и Рендија Стафорда. Едисон-Весли.  978-0-321-12742-6.
- 2010. Обласно-специфични језици (енгл. Domain-Specific Languages). Са Ребеком Парсонс. Едисон-Весли.  978-0-321-71294-3.
- 2012. енгл. . Са Прамодом Садалагеом. Едисон-Весли 978-0-321-82662-6.
- 2013. Рефакторисање: Руби издање (енгл. Refactoring: Ruby Edition). Уз Кента Бека, Шејна Харвија и Џеја Филдса. Едисон-Весли.  978-0-321-98413-5.
- 2018. Рефакторисање: Побољшање дизајна постојећег кода, друго издање (енгл. Refactoring: Improving the Design of Existing Code, Second Edition). Кент Бек и Мартин Фаулер. Едисон-Весли.  978-0-134-75768-1.